# Sonata per pianoforte n. 2 (Chopin)
La Sonata per pianoforte n. 2 in si bemolle minore, Op. 35 è una composizione di Fryderyk Chopin scritta tra il 1837 e il 1839. È celebre soprattutto per il terzo movimento, noto come Marcia funebre.

## Storia
Verso il 1837 Chopin compose una Marcia funebre, brano che molto probabilmente rifletteva lo stato d'animo profondamente mesto del musicista in seguito alla rottura del fidanzamento con Maria Wodzińska. Quando poi si recò sull'isola di Maiorca alla fine del 1838, iniziò a scrivere un brano, Grave, quello che poi sarà il primo movimento della sonata, e un Presto che sarà il finale; questa volta nel comporre Chopin fu influenzato dall'aggravarsi della malattia e suggestionato dalle lugubri rovine e dal cimitero della Certosa di Valldemossa, visioni di certo non allegre sotto la pioggia battente che non dava tregua. Lo Scherzo fu invece ideato quando il musicista ritornò a Nohant nella seconda parte del 1839. 
In una lettera all'amico Fontana egli scrisse: "Sto componendo una Sonata in si bemolle minore in cui si troverà la Marcia funebre che tu già conosci. C'è un Allegro, poi uno Scherzo e, dopo la Marcia, un piccolo Finale, non molto lungo, in cui la mano sinistra chiacchiera all'unisono con la mano destra". Scrivendo lo Scherzo il musicista aveva pensato di raccogliere i brani già composti in una Sonata, perfezionandoli e limandoli.
La Sonata in si bemolle minore venne pubblicata nel 1840 a Parigi da Troupenas, in seguito a Lipsia da Breitkopf & Härtel e a Londra da Wessel. Il brano è uno dei pochi di Chopin che non presenta una dedica, forse era in realtà un omaggio destinato a George Sand, da rimanere privato.
I contemporanei rimasero piuttosto sconcertati da questa Sonata. In primo luogo Robert Schumann che, pur ricoscendo la bellezza del pezzo, trovò addirittura "qualcosa di repulsivo" nella Marcia funebre e definì il Finale "qualcosa di più simile a un'ironia piuttosto cha a una musica qualsiasi". Anche Felix Mendelssohn, non capendo la modernità del Finale, dichiarò di aborrirlo. In seguito Vincent d'Indy arrivò persino a sostenere che Chopin avesse scelto certe tonalità non per motivi strettamente musicali, ma solo per comodità esecutiva.
La Marcia funebre fu eseguita, nella versione orchestrata da Reber, insieme ai Preludi op. 28 n. 4 e n. 6, suonati dall'organista Léfebure-Wély, al funerale del compositore il 30 ottobre 1849.

## Struttura e analisi
1. Grave. Doppio movimento. Si bemolle minore
2. Scherzo. Mi bemolle minore
3. Marcia funebre. Lento. Si bemolle minore
4. Finale. Presto. Mi bemolle minore

Della Sonata Schumann scrisse: "Si potrebbe definire un capriccio, se non una tracotanza, l'averla chiamata Sonata, poiché ha riunito quattro delle sue creature più bizzarre, per farle passare di contrabbando sotto questo nome in un luogo in cui altrimenti non sarebbero penetrate". La Sonata op. 35 è anche stata presa a sostegno dell'opinione di molti critici secondo i quali Chopin si fosse trovato in difficoltà con la sonata e la sua costruzione formale. Altri hanno trovato la composizione difettosa in unità e continuità poetica, costruita con una tecnica limitata, giudizi basati soprattutto da una visione esteriore dell'opera più che da un esame del suo contenuto.
L'arte di Chopin era però ben diversa da quella dei suoi predecessori che scrissero Sonate; in lui il contenuto musicale oltrepassava le regole, la struttura razionale della sonata non poteva in alcun modo trovare rispondenza alla sua liricità e all'aspetto emozionale della sua musica. Considerando questo la Sonata op. 35 ha in realtà una sua profonda coesione e una vera unità di stile che sta nel carattere emotivo; questa grande coerenza interna è nata dal fulcro centrale del lavoro che è la Marcia funebre che lega a questo movimento tutti gli altri; i legami sono presenti con richiami tematici e con un'espressività angosciata, a volte interrotta da bagliori violenti o da rari momenti di lirismo. L'originalità di Chopin è presente in ogni pagina della partitura, dalla velocità di cavalcata che è di base al primo movimento, all'insolito aspetto ritmico dello Scherzo, ai rintocchi cupi della Marcia funebre, al Finale dalle arditezze armoniche che sembrano portare verso un baratro.
Primo movimento. La sonata inizia con quattro enigmatiche battute che portano l'indicazione Grave: un breve recitativo che si pone in contrapposizione con le quattro battute successive che hanno ancora l'aspetto di Introduzione e preannunciano il tono drammatico e inquietante del movimento; la musica sfocia quindi in un tempo rapido: dalla nona battuta l'indicazione Agitato segna l'ingresso del tema principale, discontinuo e nervoso, caratterizzato da un uso particolare della pausa che non vuole essere interruzione o sospensione, ma che viene bensì espressa come un elemento proprio della melodia, quasi un singulto che ne sottolinea l'aspetto angosciante. Segue un secondo tema (esposto in Re bemolle maggiore) dal carattere più morbido e trasognato. Dopo la ripetizione dell'esposizione, segue uno sviluppo dai toni appassionati, interamente dominato dal primo tema; questa sezione contiene un particolare curioso e abbastanza insolito: nel passaggio di maggior tensione il brano entra in una tonalità che (almeno virtualmente) va oltre le sette alterazioni. Lo sviluppo sfocia in una ripresa nella quale, contrariamente alla norma, il tema principale, già ampiamente esposto in precedenza, non compare, lasciando spazio libero al secondo tema. Questa violazione delle regole della forma sonata scandalizzò non poco i contemporanei, primo fra tutti Schumann.

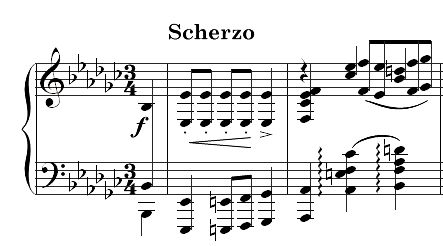
Secondo movimento. Scherzo

Secondo movimento. Lo Scherzo, in Mi bemolle minore, è un brano dal carattere tetro e concitato dalla notevole originalità ritmica; è quasi una Danza degli Scheletri dove pare che "la Morte si aggiri in una sala da ballo"; basato su scale cromatiche in quarta e in sesta, presenta un tema principale ricco di note ribattute e dalla forte incidenza ritmica. Il Trio, nella parte centrale, è contrastante con la sua indicazione lento; la melodia è dolce e mesta, penetrante, quasi un'eco di voci che sussurrano una tetra salmodia. Lo smarrimento, denso di presagi, presente nella riproposta del tema è espresso, non a caso in minore, un La bemolle che, seppure inconsueto, è caratterizzante dell'angoscia del canto.

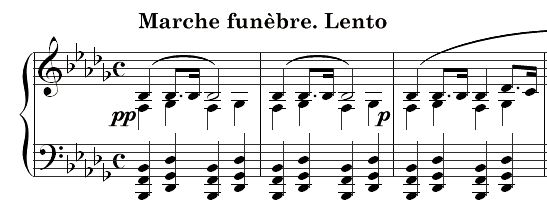
Marcia funebre

Terzo movimento. Il brano, celeberrimo, è stato spesso usato in diverse trascrizioni, per orchestra o per banda, nei cortei funebri. La composizione è grandiosa e profondamente mesta; la melodia iniziale, solenne e dolorosa al tempo stesso, è sostenuta da un ostinato di due accordi della mano sinistra che si alternano lentamente. Nella seconda parte la melodia passa in tonalità maggiore ed è tipicamente chopiniana, cantabile e di un'emozione contenuta e dolente, sempre accompagnata da morbidi arpeggi della mano sinistra. Questo tema "non è un grido di sfida, né una preghiera, né un inno, è un pianto, un canto disperato che non cerca e non può trovare consolazione". Nella conclusione finale ritorna, implacabile, l'ossessiva parte iniziale con i suoi mesti rintocchi.

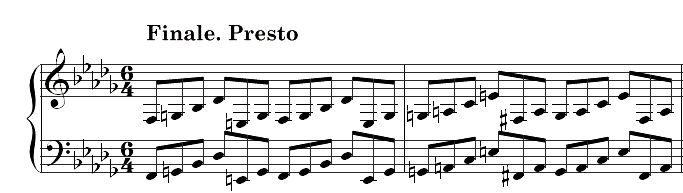
Finale. Presto

Quarto movimento. Finale. Presto. Se il terzo movimento è il più famoso dei quattro, questo è certamente il più particolare e il meno compreso. C'è chi ha visto in questo quarto tempo un pessimismo e un modo di concepire l'aldilà che lascia davvero poco spazio alla speranza; per molti è stato per lungo tempo una cosa senza senso. Il brano, di fattura insolita, in effetti va al di fuori di qualsiasi analisi tradizionale; più simile a uno Studio che ad altro, presenta molte analogie con il Preludio op. 28 n. 14, scritto nello stesso periodo e in analoga situazione. Il brano, brevissimo, sembra una corsa verso un baratro, senza un tema, né accenti particolari, né indicazioni di alcun tipo tranne il Presto iniziale e il fortissimo finale ed è suonato a due mani all'unisono, con le dita che volano sulla tastiera con ottave implacabili. Anche se l'indicazione in chiave è Si bemolle minore, in realtà non vi è una tonalità; le arditezze armoniche, totalmente nuove per l'epoca, ne hanno fatto la composizione più audace mai scritta fino ad allora. Proprio per l'assenza di una tonalità definita il brano è stato considerato talmente innovativo da essere considerato precursore dell'atonalità. Anche se Robert Schumann, esterrefatto per questi due minuti di incessanti e uniformi terzine, disse "questa non è musica", qualcosa aveva comunque intuito dicendo: "ascoltiamo come affascinati e senza protestare fino alla fine".

## Discografia
Incisa da moltissimi pianisti, spesso assieme alla terza, è punto di passaggio obbligato per gli interpreti chopiniani; da ricordare qui le celebri incisioni di Paderewski, Rachmaninov, Alfred Cortot, Vladimir Horowitz, Arthur Rubinstein e degli italiani Arturo Benedetti Michelangeli e Maurizio Pollini.